# Lijst van burgemeesters van Zevenhuizen
Dit is een lijst van burgemeesters van de voormalige Nederlandse gemeente Zevenhuizen. Op 1 januari 1991 fuseerde die gemeente met Moerkapelle tot de gemeente Moerhuizen (in 1993 hernoemd in 'gemeente Zevenhuizen-Moerkapelle').
| Ambtsperiode | Naam burgemeester                                 | Partij of stroming    | Bijzonderheden                                                                                                   |
| ------------ | ------------------------------------------------- | --------------------- | --- |
| ??           | ??                                                |                       | |
| 1819 - 1864  | Pieter Keyzer Pz.                                 |                       | schout/burgemeester                                                                                              |
| 1864 - 1874  | J.B. Nederveen                                    |                       | eerder burgemeester van Bruinisse, later burgemeester van Strijen en Maasland                                    |
| 1874 - 1892  | Pieter Cornelis Stoop                             | Liberale Unie         | tevens burgemeester van Bleiswijk (1869-1892) en van Moerkapelle (1869-1892); eerder burgemeester van Benthuizen |
| 1893 - 1899  | A.A. van Pelt Lechner                             |                       | |
| 1899 - 1917  | jhr. Heribert Willem Aleid Sandberg tot Essenburg |                       | |
| 1917 - 1940  | Th.H. Klinkhamer                                  |                       | eerder burgemeester van Berkenwoude en Geldermalsen                                                              |
| 1940 - 1942  | K.H. Brandt                                       | Liberale Staatspartij | waarnemend, tevens burgemeester van Moordrecht (1936-1952)                                                       |
| 1942 - 1945  | L.K.H. Theunissen                                 |                       | |
| 1945 - 1947  | J. van Dorp                                       |                       | waarnemend |
| 1947 - 1965  | Arnold (A.) Boer                                  | PvdV                  | |
| 1965 - 1982  | Adrianus (A.) van 't Verlaat                      | CHU / CDA             | |
| 1982 - 1991  | Anne (A.H.) van Gent                              | PvdA                  | |